# Yersinia enterocolitica
Yersinia enterocolitica é uma enterobactéria, enteropatogênica, causadora de infecções intestinais e bacteremias. Tem a forma de bastão Gram-negativo, sendo o reservatório desse microrganismo predominantemente o porco, mas outros animais como roedores, bovinos, cavalos, coelhos, cachorros e gatos também podem apresentar.
Em crianças, os sintomas são febre, dores abdominais e diarreia; em crianças mais velhas e em adultos, os sintomas predominantes são dor abdominal no lado direito e febre. Complicações sérias, tais como artrite reumatoide (síndrome de Reiter), erupções na pele (eritema nodoso), conjuntivite, osteomielite e bacteremia também podem vir a ocorrer.
O diagnóstico é realizado através da deteção do microrganismo nas fezes dos doentes, mas o microrganismo pode ser detetado também em outros materiais clínicos, como sangue, urina, bile, líquido sinovial, de nódulos linfáticos e material da garganta.
A Y. enterocolitica é adquirida decorrente de ingestão de leite não pasteurizado, água não tratada, carne de porco contaminada, crua ou mal cozida. Já em crianças podem contaminar-se através de contato com pessoas infetadas, que não têm bons hábitos de higiene ao manusear mamadeiras, chupetas ou brinquedos.